# Chloral betaine
Chloral betain (USAN, BAN) (tên thương hiệu Beta-Chlor, Somilan), còn được gọi là betain cloral (INN), là một thuốc an thần - thôi miên. Nó được giới thiệu bởi Mead Johnson ở Hoa Kỳ vào năm 1963. Nó là một phức hợp betaine với chloral hydrate, hoạt động như một công thức tác dụng kéo dài của chloral hydrate sau đó được chuyển hóa thành trichloroethanol, chịu trách nhiệm cho hầu hết hoặc tất cả các tác dụng của nó.